# 6 uur van Fuji 2024
De 6 uur van Fuji 2024 was de zevende race van het FIA World Endurance Championship-seizoen 2024. De race werd verreden op 15 september 2024 op de Fuji Speedway nabij Oyama, Japan.
De race werd gewonnen door de Porsche Penske Motorsport #6 van Kévin Estre, André Lotterer en Laurens Vanthoor. De LMGT3-klasse werd gewonnen door de Vista AF Corse #54 van Francesco Castellacci, Thomas Flohr en Davide Rigon.

## Inschrijvingen
Er waren 36 auto's ingeschreven voor de race, bestaande uit achttien in de Hypercar-klasse en achttien in de LMGT3-klasse. In de Hypercar-categorie werd Paul-Loup Chatin in de #35 Alpine Endurance Team vervangen door Jules Gounon. In de LMGTE Am-klasse keerde Christian Ried na een race afwezigheid terug in de #88 Proton Competition in de plaats van Ben Keating.

## Kwalificatie
Tijden vetgedrukt betekent de snelste tijd in die klasse.
| Pos. | Klasse   | No. | Team                      | Kwalificatie | Hyperpole | Grid |
| ---- | -------- | --- | ------------------------- | ------------ | --------- | ---- |
| 1    | Hypercar | 2   | Cadillac Racing           | 1:29.090     | 1:28.901  | 1    |
| 2    | Hypercar | 8   | Toyota Gazoo Racing       | 1:29.513     | 1:28.942  | 2    |
| 3    | Hypercar | 15  | BMW M Team WRT            | 1:29.505     | 1:29.059  | 3    |
| 4    | Hypercar | 7   | Toyota Gazoo Racing       | 1:29.423     | 1:29.065  | 4    |
| 5    | Hypercar | 6   | Porsche Penske Motorsport | 1:29.256     | 1:29.152  | 5    |
| 6    | Hypercar | 35  | Alpine Endurance Team     | 1:29.402     | 1:29.154  | 6    |
| 7    | Hypercar | 50  | Ferrari AF Corse          | 1:29.510     | 1:29.196  | 7    |
| 8    | Hypercar | 5   | Porsche Penske Motorsport | 1:29.591     | 1:29.223  | 8    |
| 9    | Hypercar | 63  | Lamborghini Iron Lynx     | 1:29.721     | 1:29.582  | 9    |
| 10   | Hypercar | 99  | Proton Competition        | 1:29.399     | 1:29.589  | 10   |
| 11   | Hypercar | 20  | BMW M Team WRT            | 1:29.724     |           | 11   |
| 12   | Hypercar | 51  | Ferrari AF Corse          | 1:29.772     |           | 12   |
| 13   | Hypercar | 83  | AF Corse                  | 1:29.829     |           | 13   |
| 14   | Hypercar | 93  | Peugeot TotalEnergies     | 1:29.883     |           | 14   |
| 15   | Hypercar | 36  | Alpine Endurance Team     | 1:30.028     |           | 15   |
| 16   | Hypercar | 12  | Hertz Team Jota           | 1:30.072     |           | 16   |
| 17   | Hypercar | 38  | Hertz Team Jota           | 1:30.092     |           | 17   |
| 18   | Hypercar | 94  | Peugeot TotalEnergies     | 1:30.157     |           | 18   |
| 19   | LMGT3    | 55  | Vista AF Corse            | 1:40.932     | 1:40.893  | 19   |
| 20   | LMGT3    | 81  | TF Sport                  | 1:41.110     | 1:40.975  | 20   |
| 21   | LMGT3    | 95  | United Autosports         | 1:41.332     | 1:41.120  | 21   |
| 22   | LMGT3    | 85  | Iron Dames                | 1:41.189     | 1:41.265  | 22   |
| 23   | LMGT3    | 59  | United Autosports         | 1:41.619     | 1:41.293  | 23   |
| 24   | LMGT3    | 78  | Akkodis ASP Team          | 1:41.527     | 1:41.308  | 24   |
| 25   | LMGT3    | 82  | TF Sport                  | 1:41.267     | 1:41.310  | 25   |
| 26   | LMGT3    | 27  | Heart of Racing Team      | 1:41.426     | 1:41.397  | 26   |
| 27   | LMGT3    | 54  | Vista AF Corse            | 1:41.483     | 1:41.608  | 27   |
| 28   | LMGT3    | 77  | Proton Competition        | 1:41.440     | 1:41.719  | 28   |
| 29   | LMGT3    | 87  | Akkodis ASP Team          | 1:41.850     |           | 29   |
| 30   | LMGT3    | 46  | Team WRT                  | 1:41.866     |           | 30   |
| 31   | LMGT3    | 777 | D'Station Racing          | 1:41.908     |           | 31   |
| 32   | LMGT3    | 92  | Manthey PureRxcing        | 1:41.935     |           | 32   |
| 33   | LMGT3    | 91  | Manthey EMA               | 1:41.999     |           | 33   |
| 34   | LMGT3    | 31  | Team WRT                  | 1:42.013     |           | 34   |
| 35   | LMGT3    | 88  | Proton Competition        | 1:42.502     |           | 35   |
| 36   | LMGT3    | 60  | Iron Lynx                 | 1:43.417     |           | 36   |

## Uitslag
Winnaars in hun klasse zijn vetgedrukt.
| Pos. | Klasse   | No. | Team                      | Coureurs                                              | Chassis                          | Banden | Ronden | Tijd/Reden       |
| Pos. | Klasse   | No. | Team                      | Coureurs                                              | Motor                            | Banden | Ronden | Tijd/Reden       |
| ---- | -------- | --- | ------------------------- | ----------------------------------------------------- | -------------------------------- | ------ | ------ | ---------------- |
| 1    | Hypercar | 6   | Porsche Penske Motorsport | Kévin Estre André Lotterer Laurens Vanthoor           | Porsche 963                      | M      | 213    | 6:00:32.196      |
| 1    | Hypercar | 6   | Porsche Penske Motorsport | Kévin Estre André Lotterer Laurens Vanthoor           | Porsche 9RD 4.6 L Turbo V8       | M      | 213    | 6:00:32.196      |
| 2    | Hypercar | 15  | BMW M Team WRT            | Raffaele Marciello Dries Vanthoor Marco Wittmann      | BMW M Hybrid V8                  | M      | 213    | +16.601          |
| 2    | Hypercar | 15  | BMW M Team WRT            | Raffaele Marciello Dries Vanthoor Marco Wittmann      | BMW P66/3 4.0 L Turbo V8         | M      | 213    | +16.601          |
| 3    | Hypercar | 36  | Alpine Endurance Team     | Nicolas Lapierre Mick Schumacher Matthieu Vaxivière   | Alpine A424                      | M      | 213    | +42.321          |
| 3    | Hypercar | 36  | Alpine Endurance Team     | Nicolas Lapierre Mick Schumacher Matthieu Vaxivière   | Alpine 3.4 L Turbo V6            | M      | 213    | +42.321          |
| 4    | Hypercar | 93  | Peugeot TotalEnergies     | Mikkel Jensen Nico Müller Jean-Éric Vergne            | Peugeot 9X8                      | M      | 213    | +45.846          |
| 4    | Hypercar | 93  | Peugeot TotalEnergies     | Mikkel Jensen Nico Müller Jean-Éric Vergne            | Peugeot X6H 2.6 L Turbo V6       | M      | 213    | +45.846          |
| 5    | Hypercar | 12  | Hertz Team Jota           | Callum Ilott Norman Nato Will Stevens                 | Porsche 963                      | M      | 213    | +49.689          |
| 5    | Hypercar | 12  | Hertz Team Jota           | Callum Ilott Norman Nato Will Stevens                 | Porsche 9RD 4.6 L Turbo V8       | M      | 213    | +49.689          |
| 6    | Hypercar | 38  | Hertz Team Jota           | Jenson Button Philip Hanson Oliver Rasmussen          | Porsche 963                      | M      | 213    | +51.916          |
| 6    | Hypercar | 38  | Hertz Team Jota           | Jenson Button Philip Hanson Oliver Rasmussen          | Porsche 9RD 4.6 L Turbo V8       | M      | 213    | +51.916          |
| 7    | Hypercar | 35  | Alpine Endurance Team     | Jules Gounon Ferdinand Habsburg Charles Milesi        | Alpine A424                      | M      | 213    | +54.316          |
| 7    | Hypercar | 35  | Alpine Endurance Team     | Jules Gounon Ferdinand Habsburg Charles Milesi        | Alpine 3.4 L Turbo V6            | M      | 213    | +54.316          |
| 8    | Hypercar | 94  | Peugeot TotalEnergies     | Loïc Duval Paul di Resta Stoffel Vandoorne            | Peugeot 9X8                      | M      | 213    | +54.324          |
| 8    | Hypercar | 94  | Peugeot TotalEnergies     | Loïc Duval Paul di Resta Stoffel Vandoorne            | Peugeot X6H 2.6 L Turbo V6       | M      | 213    | +54.324          |
| 9    | Hypercar | 50  | Ferrari AF Corse          | Antonio Fuoco Miguel Molina Nicklas Nielsen           | Ferrari 499P                     | M      | 213    | +57.874          |
| 9    | Hypercar | 50  | Ferrari AF Corse          | Antonio Fuoco Miguel Molina Nicklas Nielsen           | Ferrari F163 3.0 L Turbo V6      | M      | 213    | +57.874          |
| 10   | Hypercar | 8   | Toyota Gazoo Racing       | Sébastien Buemi Brendon Hartley Ryō Hirakawa          | Toyota GR010 Hybrid              | M      | 213    | +58.879          |
| 10   | Hypercar | 8   | Toyota Gazoo Racing       | Sébastien Buemi Brendon Hartley Ryō Hirakawa          | Toyota 3.5 L Turbo V6            | M      | 213    | +58.879          |
| 11   | Hypercar | 99  | Proton Competition        | Julien Andlauer Neel Jani Harry Tincknell             | Porsche 963                      | M      | 212    | +1 ronde         |
| 11   | Hypercar | 99  | Proton Competition        | Julien Andlauer Neel Jani Harry Tincknell             | Porsche 9RD 4.6 L Turbo V8       | M      | 212    | +1 ronde         |
| 12   | Hypercar | 83  | AF Corse                  | Robert Kubica Robert Shwartzman Ye Yifei              | Ferrari 499P                     | M      | 211    | +2 ronden        |
| 12   | Hypercar | 83  | AF Corse                  | Robert Kubica Robert Shwartzman Ye Yifei              | Ferrari F163 3.0 L Turbo V6      | M      | 211    | +2 ronden        |
| 13   | LMGT3    | 54  | Vista AF Corse            | Francesco Castellacci Thomas Flohr Davide Rigon       | Ferrari 296 GT3                  | G      | 194    | +19 ronden       |
| 13   | LMGT3    | 54  | Vista AF Corse            | Francesco Castellacci Thomas Flohr Davide Rigon       | Ferrari F163CE 3.0 L Turbo V6    | G      | 194    | +19 ronden       |
| 14   | LMGT3    | 92  | Manthey PureRxcing        | Klaus Bachler Aleksandr Malychin Joel Sturm           | Porsche 911 GT3 R (992)          | G      | 194    | +19 ronden       |
| 14   | LMGT3    | 92  | Manthey PureRxcing        | Klaus Bachler Aleksandr Malychin Joel Sturm           | Porsche M97/80 4.2 L Flat-6      | G      | 194    | +19 ronden       |
| 15   | LMGT3    | 46  | Team WRT                  | Ahmad Al Harthy Maxime Martin Valentino Rossi         | BMW M4 GT3                       | G      | 194    | +19 ronden       |
| 15   | LMGT3    | 46  | Team WRT                  | Ahmad Al Harthy Maxime Martin Valentino Rossi         | BMW P58 3.0 L Turbo I6           | G      | 194    | +19 ronden       |
| 16   | LMGT3    | 81  | TF Sport                  | Rui Andrade Charlie Eastwood Tom van Rompuy           | Chevrolet Corvette Z06 GT3.R     | G      | 194    | +19 ronden       |
| 16   | LMGT3    | 81  | TF Sport                  | Rui Andrade Charlie Eastwood Tom van Rompuy           | Chevrolet LT6 5.5 L V8           | G      | 194    | +19 ronden       |
| 17   | LMGT3    | 85  | Iron Dames                | Sarah Bovy Rahel Frey Michelle Gatting                | Lamborghini Huracán GT3 Evo 2    | G      | 194    | +19 ronden       |
| 17   | LMGT3    | 85  | Iron Dames                | Sarah Bovy Rahel Frey Michelle Gatting                | Lamborghini DGF 5.2 L V10        | G      | 194    | +19 ronden       |
| 18   | LMGT3    | 55  | Vista AF Corse            | François Heriau Simon Mann Alessio Rovera             | Ferrari 296 GT3                  | G      | 194    | +19 ronden       |
| 18   | LMGT3    | 55  | Vista AF Corse            | François Heriau Simon Mann Alessio Rovera             | Ferrari F163CE 3.0 L Turbo V6    | G      | 194    | +19 ronden       |
| 19   | LMGT3    | 777 | D'Station Racing          | Erwan Bastard Clément Mateu Marco Sørensen            | Aston Martin Vantage AMR GT3 Evo | G      | 194    | +19 ronden       |
| 19   | LMGT3    | 777 | D'Station Racing          | Erwan Bastard Clément Mateu Marco Sørensen            | Aston Martin M177 4.0 L Turbo V8 | G      | 194    | +19 ronden       |
| 20   | LMGT3    | 59  | United Autosports         | Nicolas Costa James Cottingham Grégoire Saucy         | McLaren 720S GT3 Evo             | G      | 194    | +19 ronden       |
| 20   | LMGT3    | 59  | United Autosports         | Nicolas Costa James Cottingham Grégoire Saucy         | McLaren M840T 4.0 L Turbo V8     | G      | 194    | +19 ronden       |
| 21   | LMGT3    | 27  | Heart of Racing Team      | Ian James Daniel Mancinelli Alex Riberas              | Aston Martin Vantage AMR GT3 Evo | G      | 194    | +19 ronden       |
| 21   | LMGT3    | 27  | Heart of Racing Team      | Ian James Daniel Mancinelli Alex Riberas              | Aston Martin M177 4.0 L Turbo V8 | G      | 194    | +19 ronden       |
| 22   | LMGT3    | 31  | Team WRT                  | Augusto Farfus Sean Gelael Darren Leung               | BMW M4 GT3                       | G      | 194    | +19 ronden       |
| 22   | LMGT3    | 31  | Team WRT                  | Augusto Farfus Sean Gelael Darren Leung               | BMW P58 3.0 L Turbo I6           | G      | 194    | +19 ronden       |
| 23   | LMGT3    | 78  | Akkodis ASP Team          | Kelvin van der Linde Arnold Robin Clemens Schmid      | Lexus RC F GT3                   | G      | 194    | +19 ronden       |
| 23   | LMGT3    | 78  | Akkodis ASP Team          | Kelvin van der Linde Arnold Robin Clemens Schmid      | Lexus 2UR-GSE 5.0 L V8           | G      | 194    | +19 ronden       |
| 24   | LMGT3    | 87  | Akkodis ASP Team          | Takeshi Kimura José María López Esteban Masson        | Lexus RC F GT3                   | G      | 194    | +19 ronden       |
| 24   | LMGT3    | 87  | Akkodis ASP Team          | Takeshi Kimura José María López Esteban Masson        | Lexus 2UR-GSE 5.0 L V8           | G      | 194    | +19 ronden       |
| 25   | LMGT3    | 60  | Iron Lynx                 | Matteo Cressoni Franck Perera Claudio Schiavoni       | Lamborghini Huracán GT3 Evo 2    | G      | 193    | +20 ronden       |
| 25   | LMGT3    | 60  | Iron Lynx                 | Matteo Cressoni Franck Perera Claudio Schiavoni       | Lamborghini DGF 5.2 L V10        | G      | 193    | +20 ronden       |
| 26   | LMGT3    | 91  | Manthey EMA               | Richard Lietz Morris Schuring Yasser Shahin           | Porsche 911 GT3 R (992)          | G      | 193    | +20 ronden       |
| 26   | LMGT3    | 91  | Manthey EMA               | Richard Lietz Morris Schuring Yasser Shahin           | Porsche M97/80 4.2 L Flat-6      | G      | 193    | +20 ronden       |
| 27   | LMGT3    | 77  | Proton Competition        | Ben Barker Ryan Hardwick Zacharie Robichon            | Ford Mustang GT3                 | G      | 193    | +20 ronden       |
| 27   | LMGT3    | 77  | Proton Competition        | Ben Barker Ryan Hardwick Zacharie Robichon            | Ford Coyote 5.4 L V8             | G      | 193    | +20 ronden       |
| 28   | LMGT3    | 88  | Proton Competition        | Dennis Olsen Mikkel O. Pedersen Christian Ried        | Ford Mustang GT3                 | G      | 192    | +21 ronden       |
| 28   | LMGT3    | 88  | Proton Competition        | Dennis Olsen Mikkel O. Pedersen Christian Ried        | Ford Coyote 5.4 L V8             | G      | 192    | +21 ronden       |
| 29   | LMGT3    | 95  | United Autosports         | Josh Caygill Nico Pino Marino Sato                    | McLaren 720S GT3 Evo             | G      | 191    | +22 ronden       |
| 29   | LMGT3    | 95  | United Autosports         | Josh Caygill Nico Pino Marino Sato                    | McLaren M840T 4.0 L Turbo V8     | G      | 191    | +22 ronden       |
| NC   | Hypercar | 7   | Toyota Gazoo Racing       | Mike Conway Kamui Kobayashi Nyck de Vries             | Toyota GR010 Hybrid              | M      | 163    | Niet geklasseerd |
| NC   | Hypercar | 7   | Toyota Gazoo Racing       | Mike Conway Kamui Kobayashi Nyck de Vries             | Toyota 3.5 L Turbo V6            | M      | 163    | Niet geklasseerd |
| DNF  | Hypercar | 20  | BMW M Team WRT            | Robin Frijns Sheldon van der Linde René Rast          | BMW M Hybrid V8                  | M      | 202    | Schade ongeluk   |
| DNF  | Hypercar | 20  | BMW M Team WRT            | Robin Frijns Sheldon van der Linde René Rast          | BMW P66/3 4.0 L Turbo V8         | M      | 202    | Schade ongeluk   |
| DNF  | Hypercar | 2   | Cadillac Racing           | Earl Bamber Alex Lynn                                 | Cadillac V-Series.R              | M      | 193    | Ongeluk          |
| DNF  | Hypercar | 2   | Cadillac Racing           | Earl Bamber Alex Lynn                                 | Cadillac LMC55R 5.5 L V8         | M      | 193    | Ongeluk          |
| DNF  | Hypercar | 51  | Ferrari AF Corse          | James Calado Antonio Giovinazzi Alessandro Pier Guidi | Ferrari 499P                     | M      | 168    | Schade ongeluk   |
| DNF  | Hypercar | 51  | Ferrari AF Corse          | James Calado Antonio Giovinazzi Alessandro Pier Guidi | Ferrari F163 3.0 L Turbo V6      | M      | 168    | Schade ongeluk   |
| DNF  | LMGT3    | 82  | TF Sport                  | Sébastien Baud Daniel Juncadella Hiroshi Koizumi      | Chevrolet Corvette Z06 GT3.R     | G      | 164    | Mechanisch       |
| DNF  | LMGT3    | 82  | TF Sport                  | Sébastien Baud Daniel Juncadella Hiroshi Koizumi      | Chevrolet LT6 5.5 L V8           | G      | 164    | Mechanisch       |
| DNF  | Hypercar | 5   | Porsche Penske Motorsport | Matt Campbell Michael Christensen Frédéric Makowiecki | Porsche 963                      | M      | 163    | Ongeluk          |
| DNF  | Hypercar | 5   | Porsche Penske Motorsport | Matt Campbell Michael Christensen Frédéric Makowiecki | Porsche 9RD 4.6 L Turbo V8       | M      | 163    | Ongeluk          |
| DNF  | Hypercar | 63  | Lamborghini Iron Lynx     | Mirko Bortolotti Daniil Kvjat Edoardo Mortara         | Lamborghini SC63                 | M      | 146    | Aandrijving      |
| DNF  | Hypercar | 63  | Lamborghini Iron Lynx     | Mirko Bortolotti Daniil Kvjat Edoardo Mortara         | Lamborghini 3.8 L Turbo V8       | M      | 146    | Aandrijving      |

## Tussenstanden na wedstrijd
Hypercar (coureurs)
| Pos | Coureur                                               | Punten |
| --- | ----------------------------------------------------- | ------ |
| 1   | Kévin Estre André Lotterer Laurens Vanthoor           | 150    |
| 2   | Antonio Fuoco Miguel Molina Nicklas Nielsen           | 115    |
| 3   | Kamui Kobayashi Nyck de Vries                         | 113    |
| 4   | Mike Conway                                           | 77     |
| 5   | Matt Campbell Michael Christensen Frédéric Makowiecki | 77     |

Hypercar (constructeurs)
| Pos | Constructeur | Punten |
| --- | ------------ | ------ |
| 1   | Porsche      | 161    |
| 2   | Toyota       | 151    |
| 3   | Ferrari      | 134    |
| 4   | Alpine       | 52     |
| 5   | BMW          | 49     |

Hypercar (teams)
| Pos | Nr | Constructeur       | Punten |
| --- | -- | ------------------ | ------ |
| 1   | 12 | Hertz Team Jota    | 165    |
| 2   | 83 | AF Corse           | 122    |
| 3   | 99 | Proton Competition | 116    |
| 4   | 38 | Hertz Team Jota    | 115    |

LMGT3
| Pos | Coureur                                       | Punten |
| --- | --------------------------------------------- | ------ |
| 1   | Klaus Bachler Aleksandr Malychin Joel Sturm   | 136    |
| 2   | Richard Lietz Morris Schuring Yasser Shahin   | 90     |
| 3   | Augusto Farfus Sean Gelael Darren Leung       | 85     |
| 4   | Ian James Daniel Mancinelli Alex Riberas      | 83     |
| 5   | Ahmad Al Harthy Maxime Martin Valentino Rossi | 61     |

LMGT3 (teams)
| Pos | Nr | Team                 | Punten |
| --- | -- | -------------------- | ------ |
| 1   | 92 | Manthey PureRxcing   | 136    |
| 2   | 91 | Manthey EMA          | 90     |
| 3   | 31 | Team WRT             | 85     |
| 4   | 27 | Heart of Racing Team | 83     |
| 5   | 46 | Team WRT             | 61     |